# Karl Allmendinger
Karl Allmendinger (3. února 1891 Abtsgmünd – 2. října 1965 Ellwangen) byl německý generál pěchoty, sloužící během první a druhé světové války. Byl držitelem Rytířského kříže Železného kříže. Řád byl udělován za velkou statečnost na bitevním poli nebo za úspěšné vojenské velení.
Byl synem Karla Allmendingera, známého jako Felix Nabor, spisovatele a básníka.

## Kariéra

### Druhá světová válka
Začátkem roku 1944 byl pověřen vedením 17. armády se kterou ustoupil ze Sevastopolu přes Černé moře do Rumunska. V červenci 1944 byl odvolán a poslán do výslužby (zálohy).
Roku 1945 byl zajat americkými vojáky, ale v roce 1946 byl propuštěn. Po propuštění žil v Ellwangen.

### Řády
- Železný kříž (1914)
  -  2. třídy
  -  1. třídy
- Odznak za zranění (1914)
  -  černý
- Rytířský kříž Vojenského záslužného řádu (Württembersko)
- Vojenský záslužný kříž 3. třídy s válečnou dekorací (Rakousko-Uhersko)
- Rytířský kříž 2. třídy Fridrichova řádu s meči
- Kříž cti 1914/1918
- Spona k Železnému kříži (1939)
  -  2. třídy (1939)
  -  1. třídy (1940)
- Medaile za východní frontu
- Řád kříže svobody 1. třídy s meči (1943)
- Řád Michala Chrabrého 3. třídy (1944)
- Rytířský kříž Železného kříže
  -  Rytířský kříž - jako generálmajor a velitel 5. pěší divize (1941)
  -  153. dubové listy - jako generalleutnant a velitel 5. divize polních myslivců